# Чешуйчатогрудая амадина
Чешуйчатогру́дая амади́на, или чешуйчатая амадина (лат. Lonchura punctulata) — птица семейства вьюрковых ткачиков отряда воробьинообразных.

## Внешний вид
Различают 12 самостоятельных форм чешуйчатогрудых амадин, у которых очень много общего в расцветке оперения. Характерные отличия этого вида заключаются в том, что перья на нижней части тела, груди и боках имеют тёмную окантовку и похожи на рыбью чешую, за что амадина и получила своё название. Голова и шея рыже-коричневые, спина тёмно-коричневая, в области надхвостья проходят тёмные поперечные волнистые линии. Верхние кроющие перья хвоста и надхвостье от жёлтого до оливково-жёлтого и серого цвета, в зависимости от разновидности птиц; подхвостье — белое. На вершинах хвостового оперения жёлтые пятна. Крылья коричневые, рулевые и маховые перья тёмно-бурые или серые с жёлтыми краями. Радужка коричневая, подклювье светло-серое, надклювье чёрное. Ноги серого или голубовато-серого цвета. Самки не отличаются от самцов по окраске.
Птицы номинативной формы обитают в Индии и Пакистане. У них верхняя часть тела насыщенного красно-коричневого цвета. Через надхвостье проходят беловатые и черноватые поперечные полосы. Верхние кроющие хвоста и средняя пара рулевых коричнево-жёлтые, остальные рулевые тёмно-коричневые с коричнево-жёлтой каймой. Нижняя часть тела коричневая, переходящая на боках в коричневый цвет.
На северо-востоке Индии обитают птицы, являющиеся переходными от номинативной формы к птицам, обитающим на западе Мьянмы. У них надхвостье и верхние кроющие хвоста более оливково-жёлтые, чем у птиц номинативной формы. Оперение на боках напоминает серо-коричневые чешуйки.
У птиц, обитающих на полуострове Малакка и на острове Суматра, более тёмное, чем у птиц предыдущей формы, оперение на голове, а чешуйки на нижней части тела гуще. На острове Ява и Бали живут птицы, у которых коричневое оперение матовое, поперёк коричневого надхвостья проходят светлые и темные поперечные полосы, а верхние кроющие хвоста и хвост серые. У чешуйчатогрудых амадин, обитающих на островах Ломбок и Сумбава, матовое коричневое оперение, а на нижней части тела светло-красно-коричневые чешуйки. У птиц, живущих на островах Сумба и Сунда, на перьях нижней части тела широкая красно-коричневая кайма и чешуйки темнее, чем у птиц предыдущей формы, но светлее, чем у остальных. У птиц, обитающих на островах Флорес, Тимор, Бабар и на группе островов Тенимбар, чёрно-коричневые чешуйки. Верхние кроющие хвоста у них жёлто-зелёные, а на перьях хвоста жёлтая кайма. У птиц, живущих на острове Сулавеси, рулевые и верхние кроющие хвоста серо-зелёные, а «чешуя» — светло-красно-коричневая. Несколько мельче остальных чешуйчатогрудых амадин птицы, обитающие на Филиппинах,— на островах Лузон, Палаван, Миндоро, Панай и Кавандуанес. У них горло и передняя часть щёк ярко-красно-коричневого цвета. Остальное оперение на сторонах головы белое, а лоб, темя и затылок блестящего тёмно-коричневого цвета. Надхвостье коричнево-серое, а верхние кроющие хвоста и средняя пара рулевых жёлто-серые. Оперение на нижней части тела коричнево-белое, причём перья на груди имеют светлую коричневую кайму, а на боках — тёмную, контрастную. Птицы, обитающие в Таиланде, Лаосе, Камбодже и Вьетнаме, общим ярким оперением головы и верхней части тела похожи на птиц предыдущей формы, но в середине нижней части тела чешуйки у них мрачно-коричневые, почти землистого цвета, а к бокам переходят в серый цвет, и кайма на перышках более широкая. Темнее и более других чешуйчатогрудых амадин окрашены в коричневый цвет птицы, обитающие в юго-восточной части Китая и на северо-востоке Мьянмы.

## Распространение
Обитает в Китае, Индии, Индокитае, на острове Тайвань и некоторых островах Индонезии и Филиппин.

## Образ жизни
Населяют заросли кустарников, саванны, степи и лесные окраины, низменные и горные районы вблизи жилищ человека; поднимается в горы до высоты 2000 м над уровнем моря. В период размножения разбиваются на пары, а в остальное время собираются стаями, насчитывающими до 100 птиц, которые могут совершать перелёты. Питаются семенами трав и недозрелым рисом. Между собой общаются двусложным криком «кытий». В случае тревоги издают короткий отрывистый сигнал «чип».

## Размножение

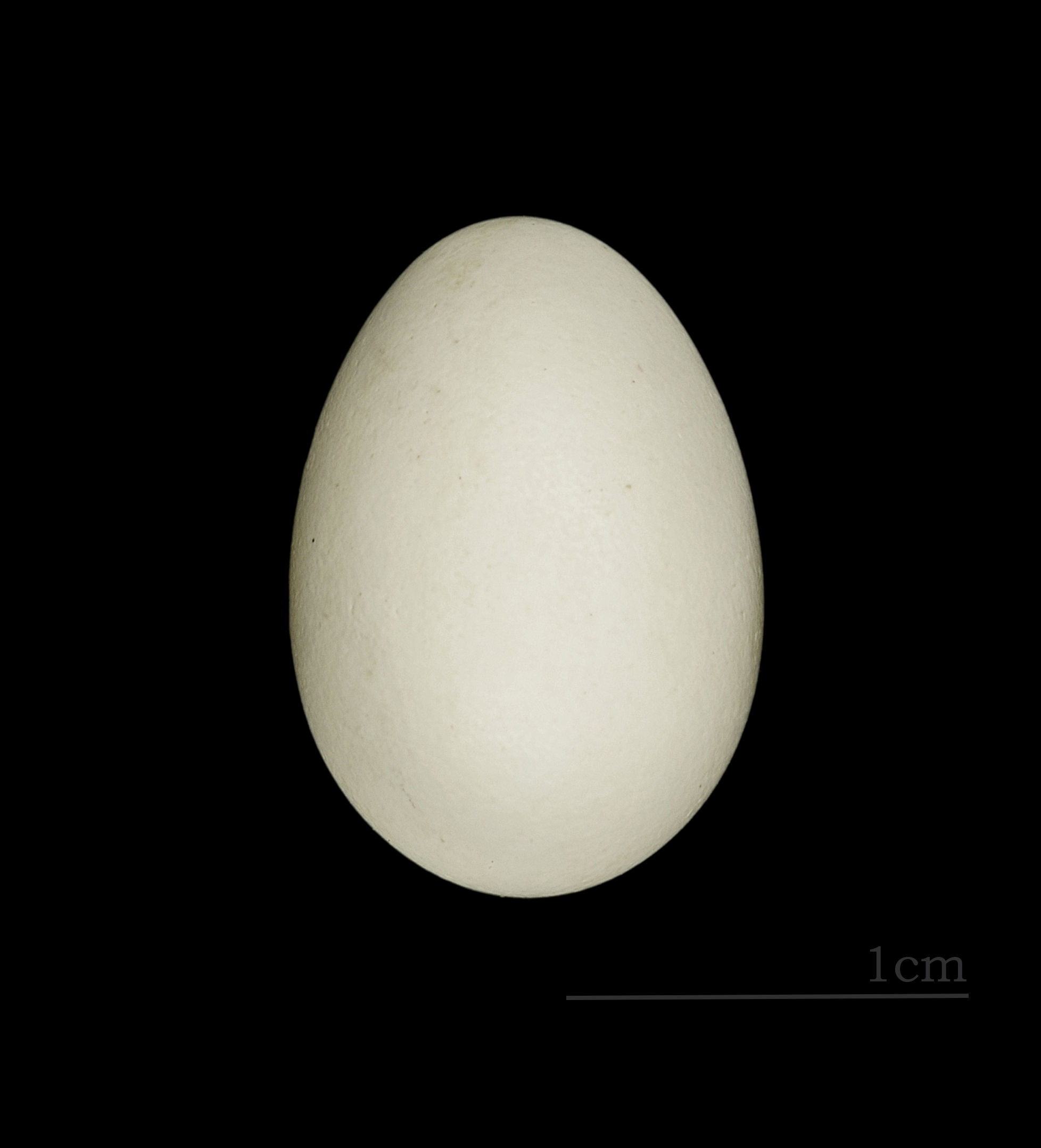
Lonchura punctulata

Гнездятся на деревьях на высоте 8-12 метров. Гнездо представляет собой шар с большим лётным отверстием, сплетённый из листьев бамбука, соломы и травы. В кладке от 3 до 7 белых яиц. Насиживают их оба родителя в течение 12-15 дней. Птенцы покидают гнездо спустя 25-30 дней.

## Содержание
В клетках содержат ещё с XVIII столетия.

## Галерея

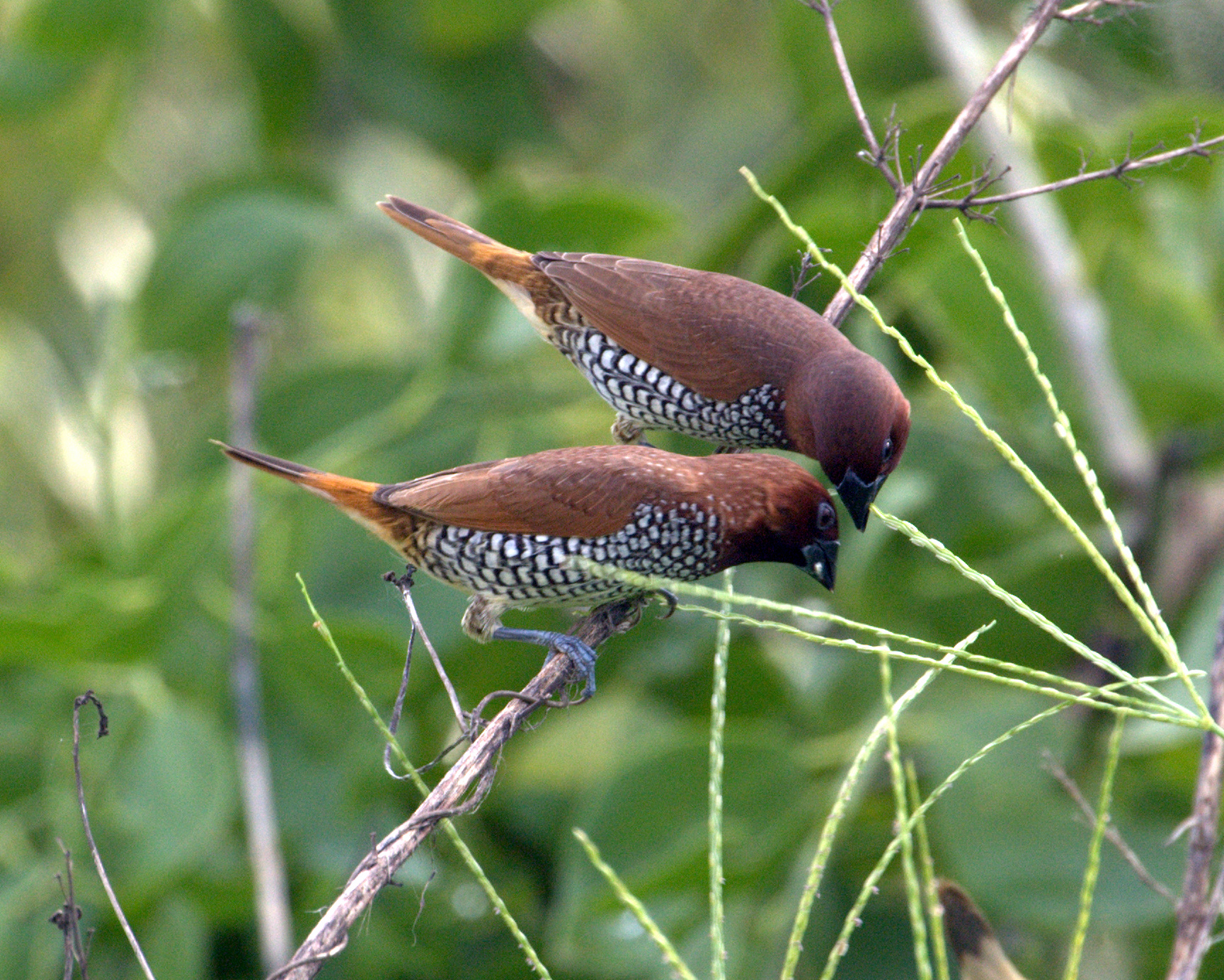